# Henriette Conté
Henriette Conté (falecida em 12 de maio de 2020) foi a mulher do ex-presidente da Guiné Lansana Conté. Ela foi a primeira-dama da Guiné de 5 de abril de 1984 até à morte do marido em 22 de dezembro de 2008.